# Criminon
Criminon es un programa para rehabilitar presos que utiliza las enseñanzas de L. Ronald Hubbard. Criminon Internacional, una corporación sin ánimo de lucro y de beneficio público que administra el programa Criminon, surgió de Narconon International en el 2000 y es parte de los programas de divulgación pública de la Asociación para una Vida Mejor y una Educación. Criminon está promovido por la Iglesia de la Cienciología Internacional. Los expertos independientes sostienen que los métodos utilizados por el programa no están respaldados por ningún estudio científico.
Segunda Oportunidad, otro programa de rehabilitación para presos, está estrechamente relacionado con Criminon, del cual obtiene las técnicas y materiales utilizados.
Se dice que Criminon es una versión para presos de Narconon, ya que los procedimientos de desintoxicación y los procesos de entrenamiento son parte de ambos programas.

## Programa Criminon
Criminon se originó a mediados de la década de 1970 como un nombre alternativo para el Comité para Reinsertar a Exdelincuentes, un grupo de la Cienciología. El programa ha utilizado materiales por correspondencia para tratar a cientos de presos en la prisión californiana estatal de Corcoran de alta seguridad, a partir de 1990. Criminon es administrado por la Asociación para una Vida Mejor y Educación (Association for Better Living and Education, ABLE), una organización sin fines de lucro que administra Criminon, Narconon y otros programas de "mejora social".
El programa incluye cursos con preguntas que requieren respuestas escritas. Las respuestas son evaluadas por voluntarios y los materiales son donados, por lo que el programa es gratuito para el estado. En un folleto se incluye un ensayo en el que el fundador de Scientology L. Ron Hubbard escribe: "No hay un psiquiatra institucional vivo que, según el derecho penal ordinario, no pueda ser procesado y condenado por extorsión, caos o asesinato".
El folleto de Hubbard de 1981, «El camino a la felicidad», es una parte integral del programa, que establece preceptos como "No tome drogas nocivas", "Sea fiel a su pareja sexual", "No diga mentiras dañinas", "No haga nada ilegal", "No robe" y "No mate".
Criminon también está disponible bajo el nombre Segunda Oportunidad, que tiene los materiales con licencia de Criminon.

## Controversias
Algunos críticos cuestionan el éxito a largo plazo del programa de Criminon citando la falta de estudios independientes contrastados. Como señala el sitio web de Criminon, el núcleo del programa de la prisión es el folleto «El camino a la felicidad».
En 1997, el juez Stephen Rushing, del condado de Pinellas, Florida, recibió críticas y sorprendió a otros jueces cuando comenzó a sentenciar a los acusados a un programa llamado "Control de Impuso" dirigido por Criminon. Rushing dijo que las personas que dirigían el curso prometieron que no intentarían convertir a nadie. Sin embargo, el documento señaló que muchos críticos han sugerido que Criminon se estaba utilizando como una herramienta de reclutamiento. Rushing declaró que si el programa resultaba ser nada más que una estratagema para promover la Cienciología, "le debo una disculpa a la gente que puse en ese programa".
Criminon también ha sido criticado por promover la visión hostil de la psiquiatría de la Cienciología. Un manual de instrucciones de Criminon que se encuentra en la prisión de Corcoran de California en 2005 instruye a los supervisores que se supone deben ayudar a los presos a alentarlos a dejar de tomar cualquier medicamento psiquiátrico. "La mayoría de las cárceles y prisiones tienen un psiquiatra de plantilla que ingresa a diario y administra a los reclusos dosis de diversas drogas que alteran la mente. La mayoría de las veces se trata de una estratagema para mantener a los reclusos sedados para que no causen problemas", decía el manual. Si bien Criminon afirmó que este manual estaba "desactualizado", el manual de reemplazo aún advertía que si los reclusos parecían enojados, puede ser porque "algunos de ellos están tomando drogas psiquiátricas y como resultado tienen efectos secundarios extraños". El profesor Stephen A. Kent dijo que el objetivo de la Cienciología "es destruir la psiquiatría y reemplazarla con los propios tratamientos de la Cienciología. Criminon es simplemente una de las muchas organizaciones de Scientology que esperan ver este objetivo realizado".
En 2006, en Nuevo México, el financiamiento del gobierno para el programa Segunda Oportunidad se cortó cuando salió a la luz información sobre el programa y sus conexiones.
El entonces miembro de la asamblea de Nevada, Sharron Angle, apoyó el uso del "Programa de Segunda Oportunidad" en 2003. Angle impulsó una legislación destinada a establecer este programa en las cárceles de mujeres en Nevada.